# Меркулов, Юрий Александрович (генерал)
Юрий Александрович Меркулов (4 августа 1945) — советский и российский военачальник, генерал-лейтенант (1993). Начальник штаба и первый заместитель командующего 50-й ракетной армии (1988—1990). Начальник Управления РВСН Главного оперативного управления Генерального штаба Вооружённых сил Российской Федерации (1993—1998).

## Биография
Родился 4 августа 1945 года в Ростове.
С 1963 по 1968 год обучался в Ростовском высшем командно-инженерном училище имени главного маршала артиллерии М. И. Неделина. С 1968 года служил в составе Ракетных войск стратегического назначения СССР на различных инженерных и командных должностях, в том числе старшим оператором, начальником ракетного отделения, заместителем командира и командиром ракетной группы в составе 28-й гвардейской ракетной дивизии.
С 1975 по 1978 год обучался на командном факультете Военной академии имени Ф. Э. Дзержинского. С 1978 года — начальник штаба и заместитель командира, а с 1978 по 1982 год — командир 372-го ракетного полка в составе 39-й гвардейской ракетной дивизии. В подразделениях полка под руководством Ю. А. Меркулова состояли стратегические пусковые ракетные комплексы шахтного базирования с жидкостной межконтинентальной баллистической ракетой «УР-100НУ». С 1982 по 1983 год — начальник штаба и заместитель командира 59-й ракетной дивизии. С 1983 по 1985 год обучался в Военной ордена Ленина Краснознамённой ордена Суворова академии Генерального штаба Вооружённых Сил СССР имени К. Е. Ворошилова. С 1985 по 1987 год — командир 59-й ракетной дивизии, в составе 31-й ракетной армии. В частях дивизии под руководством Ю. А. Меркулова состояли стратегические пусковые ракетные комплексы третьего поколения шахтного базирования с тяжёлой двухступенчатой жидкостной ампулизированной межконтинентальной баллистической ракетой «Р-36М УТТХ». В 1986 году Постановлением СМ СССР, Ю. А. Меркулову было присвоено воинское звание генерал-майор.
С 1988 по 1990 год — начальник штаба — первый заместитель командующего и член Военного совета 50-й ракетной армии. С 1990 по 1998 год служил в центральном аппарате Генерального штаба Вооружённых сил СССР — Генерального штаба Вооружённых сил Российской Федерации в должностях заместителя начальника и начальника Управления РВСН Главного оперативного управления. 6 мая 1993 года Указом Президента Российской Федерации за № 601, Ю. А. Меркулову было присвоено воинское звание генерал-лейтенант.
С 1998 года в запасе Вооружённых Сил Российской Федерации.

## Награды
- Орден Красной Звезды
- Орден «За службу Родине в Вооружённых Силах СССР» III степени
- Медаль ордена «За заслуги перед Отечеством» II степени[1]